# Christoph Christian von Knorr
Christoph Christian von Knorr (* 9. Mai 1740 in Wien; † 29. November 1803) war ein habsburgischer General.

## Leben
Christoph Christian, Freiherr von Knorr, war ein Sohn des von Kaiser Karl VI. in den Ritterstand erhobenen Georg Christian von Knorr. Er trat in die kaiserliche Armee ein, wurde Fähnrich im 10. Infanterieregiment und am 1. Oktober 1756 in der Schlacht bei Lobositz verwundet. 1758 wurde er Leutnant, 1761 Hauptmann, 1773 Major, 1784 Oberst und 1801 k.k. Generalmajor.
Er war Mitglied der Prager Freimaurerloge »Zu den 3 gekrönten Säulen«. Seine Ehe mit Susanne Künert blieb kinderlos. 